# محمد حسن شرق
محمد حسن شرق ((بالبشتوية: محمد حسن شرق)، من مواليد 17 يوليو 1925) هو سياسي شيوعي أفغاني سابق  وكان نشطًا في الحكومة الشيوعية في أفغانستان. أصبح شرق رئيسًا لمجلس الوزراء - حكومة جمهورية أفغانستان الديمقراطية المدعومة من الاتحاد السوفييتي. اختير مرشح تسوية بعد أن صادق مجلس اللويا جيرجا على دستور جديد في عام 1987. ومع ذلك، كانت سلطة منصبه محدودة نسبيا مقارنة بالصلاحيات التي كان يتمتع بها الرئيس.

## الحياة المهنية
شغل شرق منصب المتحدث الرسمي لرئيس مجلس الوزراء السابق محمد داود خان في عهد مملكة أفغانستان. وعندما تولى داود مناصب رئيس الوزراء ووزير الدفاع ووزير الخارجية، عين شرق نائباً لرئيس الوزراء. كان شرق نائبًا لرئيس الوزراء من عام 1973 إلى عام 1975 ونائبًا أول لرئيس الوزراء من عام 1975 إلى عام 1978. وكان أيضًا وزيرًا للمالية في حكومة داود من عام 1975 إلى حوالي عام 1976. كما عمل متحدثًا باسم رئيس الوزراء آنذاك داود خان وحزبه ميلي غورزانغ، فضلاً عن كونه السفير الأفغاني لدى اليابان.
في مارس 1986، دعا وزير الخارجية الأفغاني عبد الوكيل زعماء المجاهدين والملك السابق ظاهر شاه والوزراء السابقين من الحكومات السابقة للانضمام إلى حكومة وحدة وطنية. كان البرلمان الجديد الذي انعقد في 30 مايو/أيار 1989، بعد أسبوعين من دخول اتفاقيات جنيف حيز التنفيذ وبداية انسحاب القوات السوفييتية في عام 1989، يتألف من 184 نائباً في مجلس النواب و115 عضواً في مجلس الشيوخ؛ وترك 62 مقعداً في مجلس النواب و82 مقعداً في مجلس الشيوخ شاغرة للمعارضة "المقاومة". كمرشح توافقي، اختار الرئيس محمد نجيب الله شرق ليكون رئيسًا جديدًا لمجلس الوزراء، ليحل محل سلطان علي كشتماند ‏. كان التعيين يهدف إلى التأكيد بشكل واضح أن حزب الشعب الديمقراطي الأفغاني سيتراجع عن موقع القيادة. ومع ذلك، فإن الدستور الجديد منح السلطات الرئيسية للرئاسة، ولم يتنازل نجيب الله عن هذا الدور المركزي.
وكان شرق يشغل منصب نائب رئيس مجلس الوزراء منذ يونيو/حزيران 1987 وقبل ذلك كان سفيراً للنظام في الهند. إن ارتباط شرق بفصيل بارشام الشيوعي، والذي يعود تاريخه إلى حكومة داود، جعل وصفه بأنه «غير تابع لحزب الشعب الديمقراطي الأفغاني»" غير ذي معنى. وعلى نحو مماثل، عندما أعلن شرق في السابع من يونيو/حزيران عن حكومته، التي تتألف من 11 عضواً جديداً و10 وزراء سابقين، قُوضت مصداقية الوزراء "الجدد" غير الحزبيين بسبب حقيقة أن معظمهم خدموا سابقًا في حكومة النظام في مناصب أخرى. علاوة على ذلك، ظلت الوزارات القوية مثل الداخلية، والأمن الوطني، والشؤون الخارجية تحت سيطرة حزب الشعب الديمقراطي الأفغاني. وكان الاستثناء الرئيسي هو الجهود المبذولة لتجنيد قائد للمقاومة أو جنرال متقاعد محترم من حقبة سابقة ليصبح وزيراً للدفاع. ظل هذا المنصب شاغرا لبعض الوقت، ولكن في أغسطس/آب سُلّم أخيرا إلى رئيس أركان الجيش الجنرال شاهناواز تانياي من فصيل خلق الشيوعي.
وهكذا، بعد مرور ما يقرب من عامين على إعلانه سياسة المصالحة الوطنية في يناير/كانون الثاني 1987، لم يتمكن نجيب الله من استقطاب شخصية رئيسة واحدة من المقاومة أو لاجئ أفغاني بارز للانضمام إلى الحكومة. خلال عام 1988، تم إنشاء محافظتين جديدتين - سربل في الشمال ونورستان في الشمال الشرقي - من خلال اقتطاع بعض الأراضي من المحافظات المجاورة. وفي كل حالة، يبدو أن الغرض من كل حالة كان إنشاء كيان جديد حيث تهيمن الأقلية العرقية، الهزارة والنورستانيون على التوالي. ومن شأن هذا التعديل أن يضمن تمثيل هذه المجموعات العرقية في البرلمان الجديد. وفي الوقت نفسه، ألغت حكومة شرق الوزارة الخاصة بالجنسيات التي كانت تحمل دلالات النظام السوفييتي. وفي فبراير/شباط 1989، استقال شرق من حكومة نجيب الله، وهي الخطوة التي أكدت فشل الأفغان في تشكيل حكومة مصالحة وطنية. كان شرق، المقيم في منطقة أنار دارا في ولاية فراه الغربية، رئيسًا للوزراء في حكومة نجيب الله من عام 1986 إلى عام 1990.

## الملاحظات
1. ↑  ينتمي إلى فصيل بارشام في الحزب الديمقراطي الشعبي الأفغاني (PDPA)